# Ultra Eczema
Ultra Eczema is een Belgisch onafhankelijk platenlabel uit Antwerpen dat werd opgericht door Dennis Tyfus.
Naast muziek op vinyl en cd brengt het label ook posters, boeken en magazines uit. Het label legt zich voornamelijk toe op obscure en experimentele muziek. Het drukwerk is vaak van de hand van Dennis Tyfus en sluit aan bij het avant-gardistische karakter van de muziek.